# گلیوکسیلیک اسید
گلیوکسیلیک اسید (به فرانسوی: Glyoxylic acid) یک کربوکسیلیک اسید با شناسه پاب‌کم ۷۶۰ است. گلیوکسیلیک اسید یا اگزااستیک اسید یک ترکیب آلی بدون رنگ است.